# Square Pierre-de-Geyter (Saint-Denis)
Le square Pierre-de-Geyter,  est un espace vert de Saint-Denis

## Situation et accès
Situé sur la place Pierre-de-Geyter à Saint-Denis, il est bordé par le boulevard Marcel-Sembat et la rue Denfert-Rochereau et est accessible par la rue Lorget.

## Origine du nom
Il porte le nom de Pierre Degeyter 1848-1932), ouvrier et musicien belge, compositeur de la musique de L'Internationale. 

## Historique
Le square et la place se sont d'abord appelés « square Thiers » en 1877. L'impasse Thiers, attenante et la place Thiers qui mène à la rue Ambroise-Croizat, témoignent toujours de cet ancien toponyme. 
Le square est renommé « square des Gaules » en 1891 pour prendre en 1933 le nom de « square Pierre-de-Geyter »

## Description

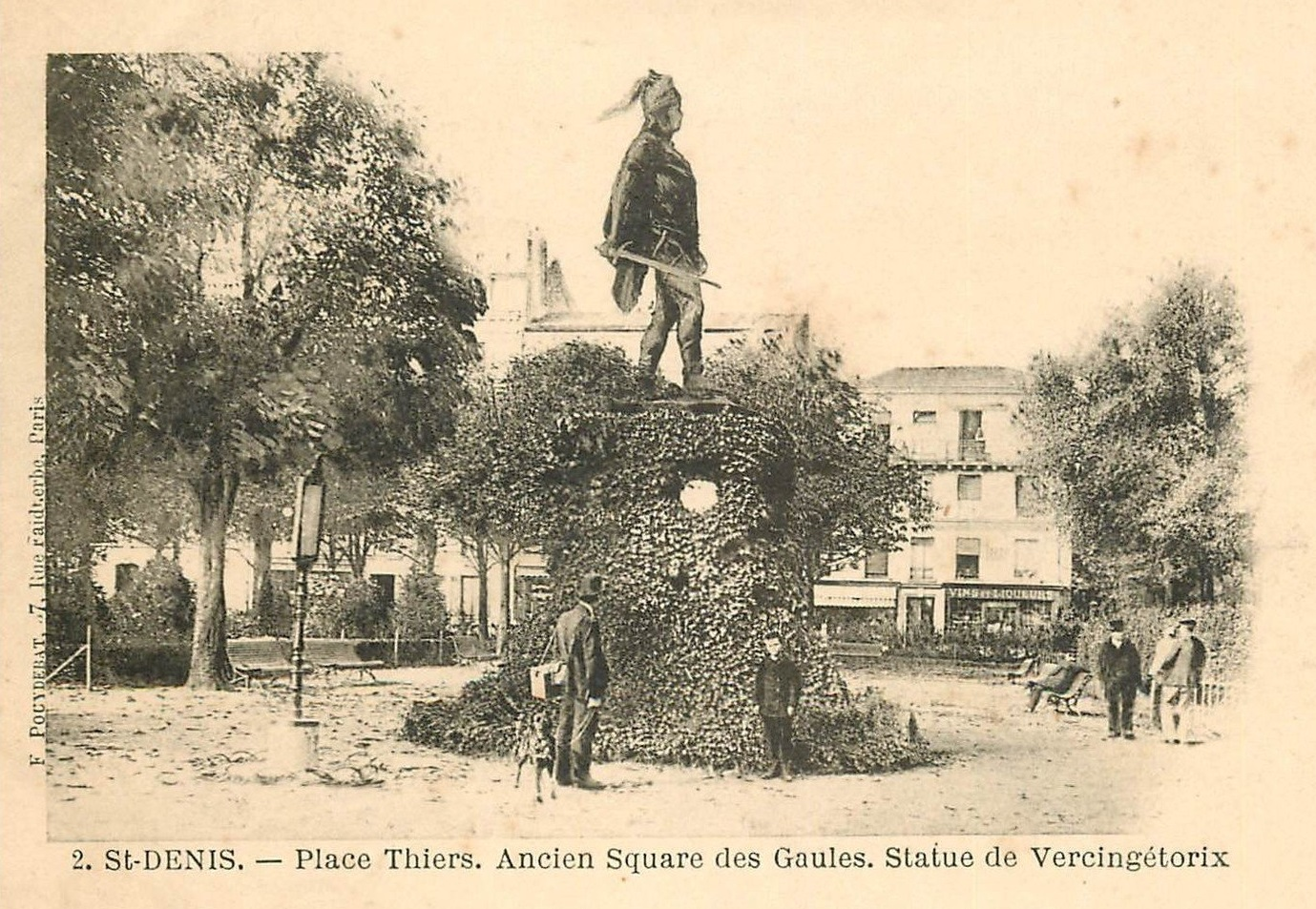
Le square Pierre de Geyter.

En 1890, le square était orné d'une statue de Vercingétorix
Cette statue de bronze, œuvre du sculpteur Jules Bertin et de la fonderie Thiébaut Frères, était une réplique du monument à Ambiorix, à Tongres. Le 11 octobre 1941, le régime de Vichy décrète la mobilisation des métaux non ferreux en vue d'en récupérer le métal. La statue est donc fondue entre 1942 et 1944.
On y trouvait aussi un kiosque à musique.
Il est aujourd'hui équipé d'aires de jeux pour enfants et d'un terrain de boules.

## Desserte
- Ligne 8 du tramway d'Île-de-France